# Perpignano
Perpignano (in francese: Perpignan, AFI: [pɛʁpiɲɑ̃]; in catalano: Perpinyà, AFI: [pəɾpiˈɲa]; in occitano: Perpinhan) è una città della Francia, capoluogo del dipartimento dei Pirenei Orientali, nella regione amministrativa dell'Occitania. È stata la capitale storica della Contea del Rossiglione e, per lungo tempo, anche del Regno di Maiorca.

## Geografia fisica

### Territorio

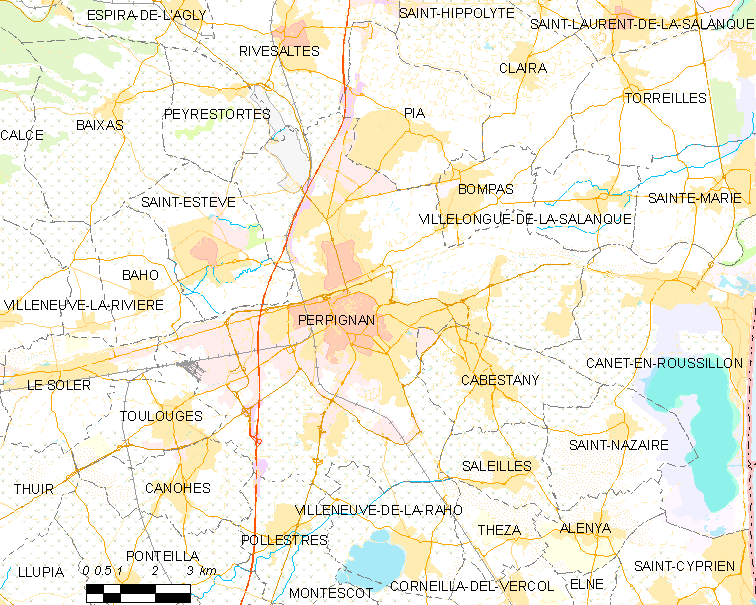
Localizzazione di Perpignano

Il comune si estende su un territorio di 68,07 km², di cui circa due terzi sono urbanizzati mentre la parte restante è composta in massima parte da zone verdi e terre agricole. Situato nel cuore della pianura del Rossiglione, ha un'altitudine compresa fra gli 8 m e i 100 m del Serrat d'en Vaquer, una collina a sud-ovest della città. La zona propriamente urbana si sviluppa a un'altitudine media di 40 m circa sul livello del mare. Perpignano è bagnata dal fiume Têt e da un suo affluente, la Basse, oltre che da alcuni canali che forniscono acqua alla città fra cui il Vernet-Pia e il Réart. È il più meridionale dei capoluoghi di dipartimento della Francia continentale, a soli 13 km dal Mar Mediterraneo (Canet-en-Roussillon) e a breve distanza dai Pirenei e dalla frontiera con la Spagna (32 km su strada). Il picco pirenaico del Canigou (2784 m s.l.m.) situato a sudovest, è perfettamente visibile da diversi punti del centro cittadino e fa da sfondo al paesaggio urbano. Perpignano dista 150 km da Montpellier, 190 km da Barcellona, 320 km da Marsiglia e 850 km circa da Parigi.

### Clima
Il clima di Perpignano è tipicamente mediterraneo, con inverni miti (le temperature medie stagionali sfiorano i 9 °C) ed estati calde, ma non torride (con medie stagionali leggermente superiori ai 23 °C). Le piogge non sono abbondanti (mediamente 558 mm annui) e si concentrano in massima parte nel periodo ottobre-maggio. Da novembre ad aprile possono prodursi, soprattutto nelle ore notturne, delle gelate (in media 11 giorni all'anno), mentre le precipitazioni di tipo nevoso sono piuttosto rare e, talvolta, del tutto assenti anche in ambiti temporali pluriennali.
| Perpignano (1981-2010) e * (1981-2014) | Gen   | Feb   | Mar   | Apr   | Mag   | Giu   | Lug   | Ago   | Set   | Ott   | Nov   | Dic   | Anno   |
| -------------------------------------- | ----- | ----- | ----- | ----- | ----- | ----- | ----- | ----- | ----- | ----- | ----- | ----- | ------ |
| Tp. max. media in °C                   | 12,4  | 13,2  | 16,0  | 18,2  | 21,8  | 26,2  | 29,2  | 28,9  | 25,4  | 21,2  | 15,9  | 13,1  | 20,1   |
| Tp. media in °C                        | 8,4   | 9,1   | 11,7  | 13,8  | 17,4  | 21,5  | 24,4  | 24,1  | 20,7  | 16,8  | 12,0  | 9,1   | 15,7   |
| Tp. min. media in °C                   | 4,4   | 4,9   | 7,4   | 9,4   | 12,9  | 16,8  | 19,4  | 19,3  | 16,2  | 12,6  | 8,1   | 5,1   | 11,4   |
| Tp. max. assoluta in °C                | 25,0  | 26,5  | 28,0  | 32,4  | 34,4  | 36,9  | 40,5  | 38,7  | 36,8  | 34,2  | 28,1  | 26,7  | 40,5   |
| Tp. min. assoluta in °C                | -8,2  | -11,0 | -5,9  | 0,2   | 2,4   | 7,4   | 11,2  | 10,4  | 5,0   | 1,2   | -5,7  | -6,3  | -11,0  |
| ore di sole                            | 141,2 | 160,8 | 209,6 | 218,0 | 235,8 | 268,9 | 298,2 | 267,4 | 222,2 | 167,6 | 149,2 | 126,1 | 2464,9 |
| giorni di gelo                         | 3,94  | 3,21  | 0,53  | 0     | 0     | 0     | 0     | 0     | 0     | 0     | 0,76  | 2,82  | 11,27  |
| precipitazioni                         | 65,4  | 50,4  | 40,3  | 58,5  | 47,3  | 25,0  | 12,2  | 25,8  | 38,2  | 75,9  | 59,2  | 59,4  | 557,6  |
| giorni di pioggia (*)                  | 5,26  | 4,12  | 4,44  | 5,94  | 5,44  | 3,79  | 2,53  | 3,53  | 4,21  | 4,71  | 4,88  | 5,03  | 53,88  |

## Storia

### Età preromana e romana
L'area era popolata attorno alla metà del I millennio a.C. da una popolazione di origine ibera che fondò un centro abitato, ribattezzato dai romani Ruscino (o Ruscinus) dopo il loro arrivo nella regione (II secolo a.C.). In età romana Ruscino acquisì caratteristiche propriamente urbane, con case in muratura ed edifici pubblici e religiosi, i cui resti sono ancora visibili a Château-Roussillon, un quartiere periferico di Perpignano, il cui toponimo deriva, come quello della regione di appartenenza (in fr. Roussillon in cat. Rosselló) dalla denominazione assunta dalla città in epoca romana. Nel 337, la vicina località di Illiberis, per volere dell'imperatore Costantino I, sostituì Ruscino come massimo centro amministrativo del territorio e fu ribattezzata per l'occasione Castrum Helenae in onore della madre dell'imperatore. Col tempo il toponimo si trasformò in Helene e, successivamente, nell'attuale Elne (in cat. Elna). Meno di un secolo più tardi, in un Impero in pieno disfacimento, sia Ruscino, sia Castrum Helenae, sia la Provincia romana di appartenenza (Gallia Narbonense), caddero sotto la dominazione visigota.

### Età medievale
Pur decadendo a seguito delle invasioni barbariche del V secolo, Ruscino continuò a svolgere per circa mezzo millennio, in età visigota, islamica e franca, una qualche funzione commerciale. Nei primi decenni del X secolo iniziò a svilupparsi il centro abitato di Perpignano, menzionato per la prima volta come Perpinianus nel 925 e situato a soli tre chilometri di distanza da Ruscino. Da allora dovette conoscere una rapida espansione perché, già attorno all'anno 1000, divenne capitale del proprio stato d'appartenenza, la contea del Rossiglione (Comptat del Rosselló), che, dopo essersi affrancata dal giogo carolingio aveva riacquistato da tempo la propria indipendenza. Nel 1172, a seguito dell'estinzione della dinastia che la governava, Perpignano venne unita, con il proprio stato di appartenenza, alla Contea di Barcellona, già facente parte da alcuni decenni della Corona d'Aragona. Nel 1276 la città passò sotto la sovranità del Regno di Maiorca, retto da un ramo cadetto della casa reale di Aragona che ne fece la capitale della parte continentale del proprio Stato, comprendente due nuclei territoriali, uno nella Catalogna settentrionale, l'altro in Francia, corrispondente alla Signoria di Montpellier (le Baleari, con Palma come capitale, ne costituivano la parte insulare).
Nei decenni successivi Perpignano si sviluppò non solo come importante centro amministrativo, ma anche come polo manifatturiero (tessuti, lavorazione del cuoio, oreficeria) e commerciale, sul modello delle città italiane del tempo. Fu questa un'epoca di grande sviluppo urbano, demografico ed economico per la città, che ci è testimoniato da alcuni prestigiosi edifici civili e religiosi che ancor oggi si possono ammirare nel suo centro storico (primo fra tutti il Castello, sontuosa residenza reale). Tale sviluppo subì tuttavia brusco arresto negli anni quaranta del XIV secolo non solo perché Perpignano perse il proprio status di capitale a seguito dell'annessione del Regno di Maiorca da parte della Corona d'Aragona voluta da Pietro IV (1344), ma anche a causa della peste nera che ne decimò la popolazione (1346-1348). La ripresa fu lenta e ancora agli inizi del secolo successivo non poteva considerarsi compiuta.
Nel 1415 fu sede di un incontro fra Sigismondo I, imperatore del Sacro Romano Impero, e il re d'Aragona Ferdinando I, per tentare di convincere l'antipapa Benedetto XIII, anch'egli presente all'abboccamento, a dimettersi. L'incontro si concluse in un nulla di fatto. Nel 1463 il re di Francia Luigi XI, approfittando delle difficoltà finanziarie di Giovanni II d'Aragona occupò Perpignano e il Rossiglione. Perpignano vide garantiti i propri privilegi e le libertà municipali, ciò nonostante, dieci anni più tardi, nel marzo del 1473, la città catalana si ribellò all'occupazione francese e resistette a un lungo assedio che, interrotto solo per brevi periodi (fra la fine del 1473 e i primi mesi del 1474), si protrasse fino al 14 marzo 1475, allorquando fu costretta a capitolare. Occupata nuovamente dalla Francia, il 3 settembre 1493 tornò, con il Rossiglione, alla Corona d'Aragona, ormai unita dinasticamente al Regno di Castiglia in una grande Spagna. Tale restituzione fu voluta dallo stesso Carlo VIII di Francia, successore di Luigi XI, che in tal modo pensava di comprare la neutralità spagnola in vista di una progettata spedizione militare in Italia

### Età moderna e contemporanea
Nel 1642 fu occupata dalle truppe francesi nel corso della guerra dei trent'anni. Tale possesso fu definitivamente sancito col Trattato dei Pirenei (1659). Da allora seguì le sorti dello Stato francese. Negli ultimi decenni dell'Ottocento e per tutta la prima metà del Novecento ricevette un gran numero di immigrati spagnoli (in parte provenienti dalla Catalogna) e, negli anni sessanta del secolo scorso, molte migliaia di pied-noir. Sia gli uni che gli altri si sono perfettamente integrati nella popolazione locale e hanno contribuito in forma determinante allo sviluppo economico della città.

### Simboli
È l'arma di Aragona, concessa dal re Martino nel XV sec., a cui è stata aggiunta l'immagine di Giovanni Battista, patrono della città.

## Monumenti e luoghi d'interesse

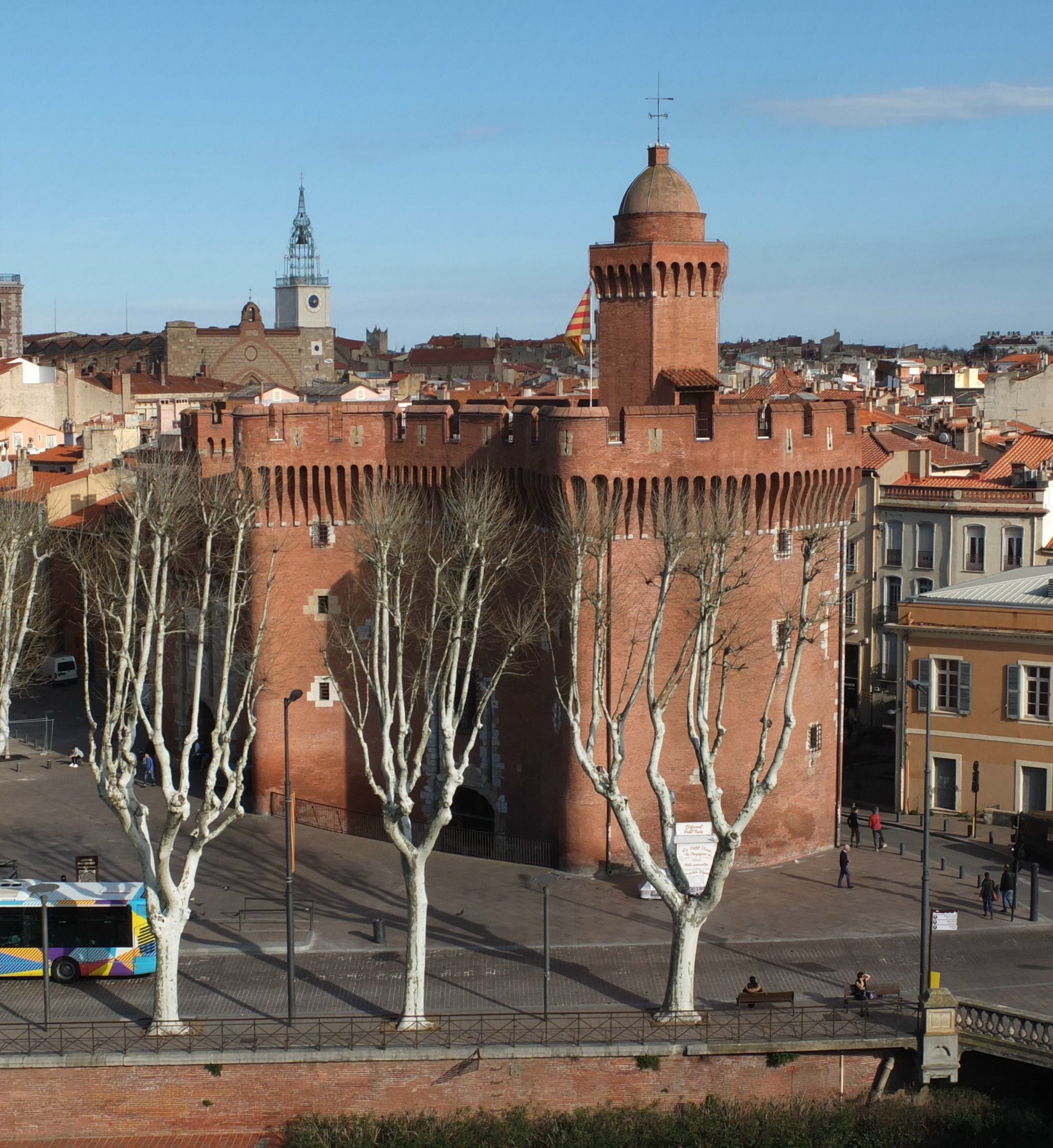
Castillet

- Il palazzo dei Re di Maiorca (edificato a partire dal 1276) situato all'interno della cittadella.
- Il Castellet edificato nel 1368 e poi modificato da Vauban, monumento emblematico della città
- La cattedrale di San Giovanni Battista, edificata a partire dal 1324.
- La Borsa dei Mercanti o Llotja de Mar, in stile gotico catalano del 1397.
- Il Palazzo della Deputazione (Palau de la Diputació, delegazione della Generalitat de Catalunya).
- Il teatro l'Archipel degli architetti Jean Nouvel[10] e Brigitte Métra

## Società

### Evoluzione demografica
Il comune ha una popolazione di circa 121 934 residenti (2015), ma è al centro di un'area urbana (in cat. Mancomunitat de municipis de Perpinyà) di oltre 300 000 abitanti (più di 317 000 abitanti), la seconda sia della Catalogna (spagnola e francese) dopo quella di Barcellona, sia della Linguadoca-Rossiglione, dopo quella di Montpellier.
Abitanti censiti

### Identità catalana
Perpignano presenta una forte identità catalana e da tempo si è promossa, in Francia e nel resto d'Europa, con lo slogan Perpignan la Catalane / Perpinyà la Catalana. Nel 2008 fu investita delle funzioni di capitale della cultura catalana. L'11 giugno 2010 il comune approvò all'unanimità la Carta della città per la lingua catalana, che istituisce il catalano come lingua cittadina ufficiale al pari del francese.

## Cultura

### Perpignano nei fumetti
La figura di Lady Oscar, la protagonista dell'omonima serie di fumetti giapponese nonché del famoso cartone animato, è fortemente legata alla città di Perpignano. Secondo la versione originale del fumetto l'eroina nasce in questa regione e passa a Perpignano i suoi primi anni di vita prima di trasferirsi vicino a Parigi.

## Geografia antropica

### Cantoni
Fino alla riforma del 2014 il territorio comunale della città di Perpignano era suddiviso in 9 cantoni:
- Cantone di Perpignano-1 Haut-Vernet: comprende parte della città di Perpignano
- Cantone di Perpignano-2 Saint-Jacques: comprende parte della città di Perpignano
- Cantone di Perpignano-3 Saint-Gauderique: comprende parte della città di Perpignano e il comune di Cabestany
- Cantone di Perpignano-4 Moulin-à-Vent: comprende parte della città di Perpignano
- Cantone di Perpignano-5: comprende parte della città di Perpignano
- Cantone di Perpignano-6: comprende parte della città di Perpignano
- Cantone di Perpignano-7: comprende parte della città di Perpignano e il comune di Bompas
- Cantone di Perpignano-8: comprende parte della città di Perpignano
- Cantone di Perpignano-9: comprende parte della città di Perpignano

A seguito della riforma approvata con decreto del 26 febbraio 2014, che ha avuto attuazione dopo le elezioni dipartimentali del 2015, il territorio comunale della città di Perpignano è stato suddiviso in 6 cantoni:
- Cantone di Perpignano-1: comprende parte della città di Perpignano
- Cantone di Perpignano-2: comprende parte della città di Perpignano e i comuni di Bompas, Sainte-Marie, Villelongue-de-la-Salanque
- Cantone di Perpignano-3: comprende parte della città di Perpignano e il comune di Cabestany
- Cantone di Perpignano-4: comprende parte della città di Perpignano
- Cantone di Perpignano-5: comprende parte della città di Perpignano e il comune di Canohès
- Cantone di Perpignano-6: comprende parte della città di Perpignano e il come di Toulouges

## Amministrazione

### Gemellaggi
Perpignano è gemellata con:
- Hannover
- Lancashire
- Sarasota

Ha accordi di partenariato con:
- Barcellona

L'Ufficio Comunale di Relazioni Internazionali gestisce gli scambi con le autorità locali estere. Nel 1987 ha firmato il primo accordo di amicizia con la Generalitat de Catalunya, cui hanno fatto seguito altri accordi.

## Sport
- Union Sportive Arlequins Perpignan, squadra di rugby vincitrice di 7 campionati francesi.